# Maria Keller
Maria Keller (* 1905 in Stuttgart; † 1998 in Löffingen) war eine deutsche Künstlerin, die durch ihre Terrakotta-Plastiken bekannt wurde.

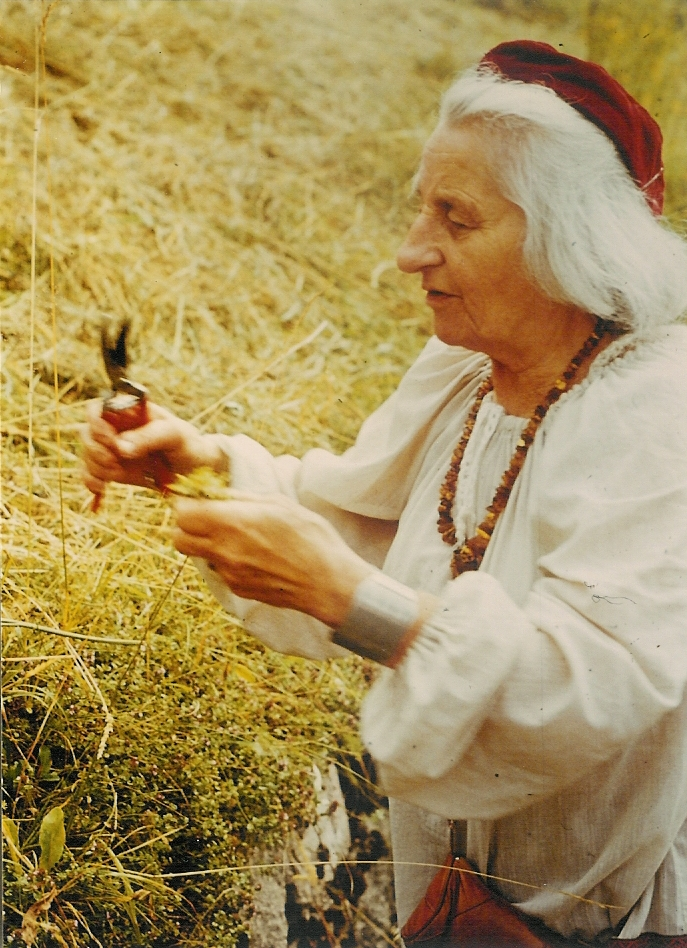
Maria Keller beim Sammeln von Kräutern 1980

## Lebenswerk
Maria Keller lebte ihr Motto „Heilen im Tun“ auf konsequente Art vor und wurde für viele Menschen wegweisend. Ihr Anliegen war es, in einer kritisch hinterfragenden Auseinandersetzung mit der von ihr als einseitig materialistisch erlebten Welt neue Wege und Ideale, sowohl im sozialen Miteinander als auch in der Behandlung von Krankheiten zu finden. Auf diese Weise versuchte sie christliche Werte verantwortungsvoll mit dem alltäglichen Leben in Einklang zu bringen und Himmel und Erde bewusst zu verbinden.
In ihrer Schule „Heilen im Tun“ hat sie es später vermocht, die erkenntnistheoretische und pädagogische Konzeption der Sozialen Plastik umzusetzen und einen lebendigen Organismus für jedermann zu schaffen. Anthroposophische Gedankenarbeit wurden verbunden mit künstlerischem Tun. Alle Künste wurden mit einbezogen: Malen, Plastizieren, Singen, chorisches Sprechen, Theaterspielen – und nicht zuletzt das gemeinsame Kochen. Wie Beuys realisierte sie den therapeutischen Aspekt des Künstlerischen und steigerte ihn in den Feiern der christlichen Jahresfeste zu neu gestalteten Ritualen.

### Biographie
Geboren wurde Maria Keller als Maria Heiß. Der Vater fiel schon 1914 zu Beginn des Ersten Weltkrieges. Die Mutter starb noch im selben Jahr nach einer Hungersnot an Entkräftung. Maria und ihre fünf Geschwister wurden zur Adoption freigegeben. Auf diese Weise kam sie zusammen mit einem Bruder in einen Pfarrhaushalt auf der Schwäbischen Alb, wo sie in ihren Jugendjahren in Kontakt mit der Jugendbewegung des Wandervogels kam. In der Pubertät geriet sie infolge ihrer heftigen Charakterart mit den Adoptiveltern in starke Auseinandersetzungen. Mit 18 begann sie die Ausbildung als Wirtschafterin, Säuglingspflegerin und Krankenschwester, dazu eine Gesangsausbildung und Kurse auf einer Kunstgewerbeschule.
1930 heiratete sie den Kunsterzieher Hans Keller. Aus der Ehe mit ihm hatte sie fünf Kinder.
Nach dem Kriegstod des Mannes im Zweiten Weltkrieg war die damals 39-Jährige mit den Kindern komplett auf sich alleine gestellt. Da ihr Mann als Lehrer Parteigenosse war und die Gefallenen zuletzt entnazifiziert wurden, bekam sie keine Witwenpension. Um zu überleben, arbeitete sie in einer eigenen kleinen Keramikwerkstatt und verdiente durch den Verkauf von Geschirr den Unterhalt für ihre Familie.
In dieser Zeit erhielt sie einen ihre Zukunft bestimmenden Impuls durch die Begegnung mit der Anthroposophie Rudolf Steiners. Ab 1974 entwickelte sie in räumlicher Nähe zu dem Internationalen Kulturzentrum Achberg ihre eigenen Ansätze, um über ihre eigene Lebenspraxis und im eigenen sozialen Experiment den sozialen Organismus der Menschen zu humanisieren und zu heilen.
Noch im 75. Lebensjahr gründete sie in Löffingen im Schwarzwald die „Freie Schule für Heilen im Tun“. Dort vermittelte sie bis zu ihrem Tod im Jahre 1998 in Kursen vielen jungen Menschen ihre Verbundenheit mit der Natur und ihre Fähigkeiten aus der Natur heraus zu heilen.

### Werk

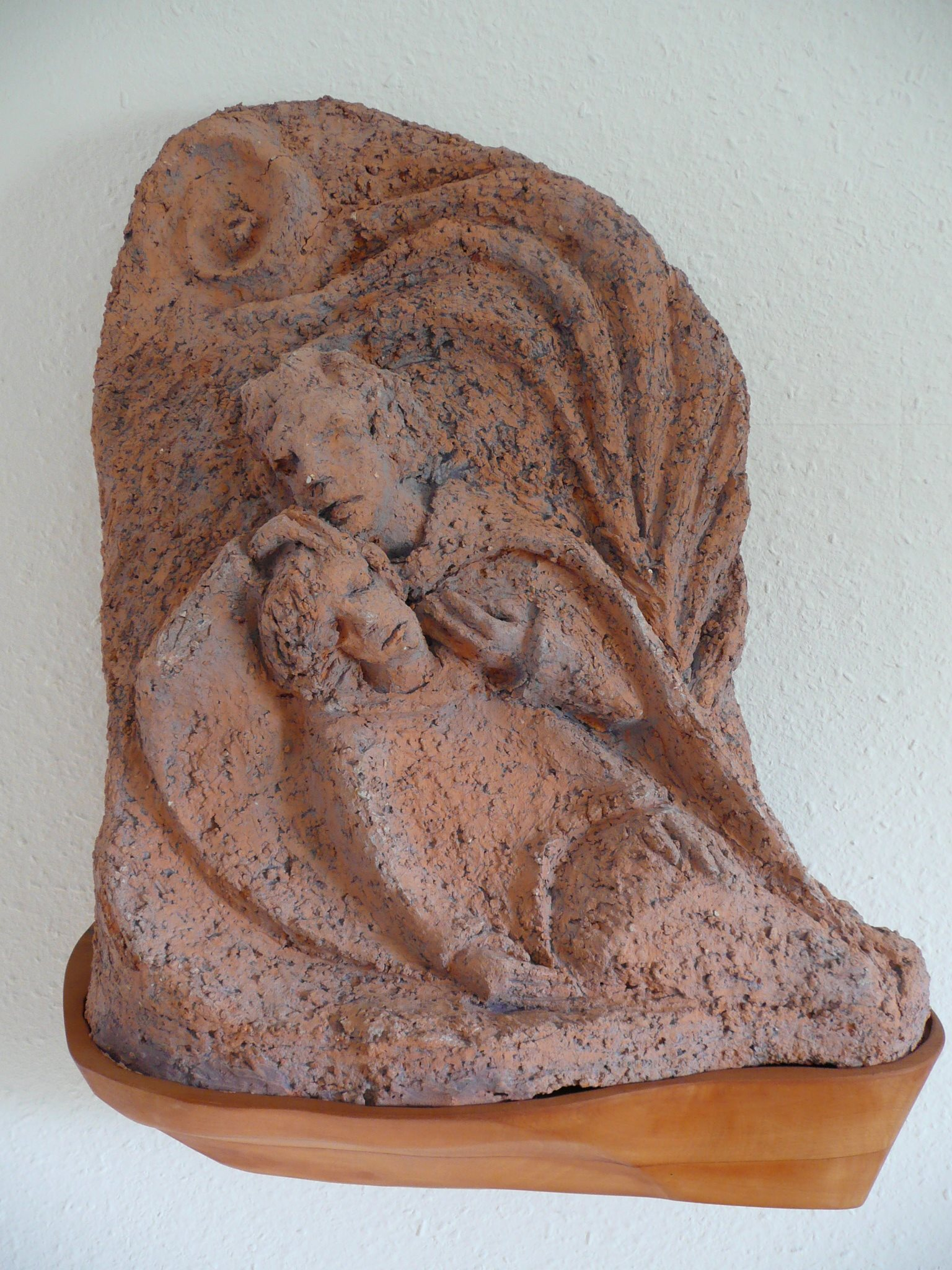

Maria Keller hat schätzungsweise 500 Terrakottaplastiken geschaffen, für die nur in Ansätzen ein Werkverzeichnis besteht.